# 四日市瞬時電圧低下事故
四日市瞬時電圧低下事故（よっかいちしゅんじでんあつていかじこ）あるいは、四日市瞬低事故（よっかいちしゅんていじこ）は、2010年（平成22年）12月に三重県四日市市の中部電力四日市火力発電所で発生した、瞬時電圧低下事故。四日市コンビナートの工場などに、一時操業停止の影響が生じた。

## 原因
2010年（平成22年）12月8日（水曜日）5時21分頃、四日市火力発電所内にある変電所のガス開閉装置につながる送電線でショートが発生した。同装置は六フッ化硫黄で絶縁された導体線3本が通っているが、のちの調査で3本ともショートしていたことが判明した。これにより保護継電器が作動し、愛知県西部、三重県北部および岐阜県西部を中心とした一帯で0.07秒間の電圧低下が生じた。電圧低下の割合は三重県桑名市の西名古屋変電所で約60 %、岐阜県輪之内町の南大垣変電所で約50 %であった。
中部電力は翌2011年2月18日に最終調査結果を発表し、事故の原因は、日立製作所が1986年に断路器を組み立てた際に、わずかなずれが生じたまま構成部品をボルトで連結したため、長い年月の間に力が弱まったボルトが脱落した結果、ショートが発生したと断定した。そして責任は断路器を製造した日立製作所にあり、中部電力としては顧客への賠償には応じないとした。日立製作所の変電事業を継承した共同出資会社・日本AEパワーシステムズ（当時）は責任を認め、再発防止に努めるとコメントした。

## 影響
東芝四日市工場
瞬時電圧低下発生時よりNAND型フラッシュメモリ生産プラントのクリーンルームの空調が止まり、一部の生産ラインが停止した。同月10日午後3時までに復旧したが、フラッシュメモリの生産再開には半年以上かかる見通しだという。また停電による製造途絶により2011年1月・2月分の出荷量に減少が生じることと、100億円前後の減収が見込まれた。しかし当時は、新工場の竣工を直近に控えていたこともあり東芝では四日市工場の操業停止の影響予想をアナウンスしていない。
コスモ石油四日市製油所
瞬時電圧低下発生時より、コジェネレーション設備17,500 kW×2基からなる自家発電設備が停止。製油所内が3時間にわたり停電し、蒸留や脱硫などの設備が停止した。自家発電装置には、非常時には自動的に買電に切り替える安全装置があったが、停電のため正常に作動しなかった。同月10日より順次原油処理を再開し、通常操業に戻ったのは事故の翌週となった。
トヨタ車体いなべ工場
塗装ロボットのデータ一部消失により、操業開始が約1時間遅れた。
この他、四日市市の三菱化学・東ソー・パナソニック電工、鈴鹿市の本田技研工業、桑名市の三重ごみ固形燃料発電所で一時操業が停止するなど、三重県・岐阜県の大口需要家146件に影響が生じたと見られている。